# Amram Mitzna

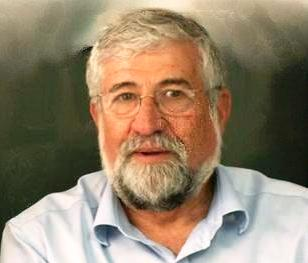
Amram Mitzna (2009)

Amram Mitzna (hebräisch עמרם מצנע, auch Mizna; * 20. Februar 1945 im Kibbuz Dowrat) ist ein israelischer Politiker. 2003 war er Ministerpräsidentschaftskandidat der israelischen Arbeitspartei Awoda.

## Leben
Amram Mitznas Eltern waren in den 1930er Jahren aus Deutschland geflüchtet. Er besuchte das Militärinternat an der Reali-Schule in Haifa. 1963 trat er der Armee bei. Im Sechstagekrieg und im Jom-Kippur-Krieg wurde er verwundet. Für sein vorbildliches Verhalten als Panzeroffizier erhielt er 1967 eine Auszeichnung.
Im September 1982 schrieb er einen Brief an den damaligen Generalstabschef, in dem er seinen Vertrauensverlust in Verteidigungsminister Ariel Scharon wegen dessen Verhalten während der Invasion des Libanons beschrieb. Darauf forderte Scharon seine Entlassung, die jedoch durch die Vermittlung von Ministerpräsident Menachem Begin abgewendet wurde.
Zu Beginn der Ersten Intifada war Mitzna als Kommandant des Zentralen Kommandos auch für die besetzten Gebiete verantwortlich. Politiker der radikalen Rechten, allen voran Ariel Scharon, kritisierten Shomron, weil er und Dan Schomron ihrer Meinung nach während der Intifada nicht hart genug gegen die Palästinenser vorgegangen waren. Als der Likud-Politiker Jitzchak Modai ein rücksichtsloseres Vorgehen verlangte, antwortete Mitzna: „Israel ist ein Rechtsstaat, Tsahal muss unter Einhaltung des Gesetzes handeln.“ Er sagte seinen Soldaten, sie sollten nicht zulassen, dass die palästinensische Bevölkerung sich vollständig von ihnen entfremde, weil so jede Aussicht auf eine politische Lösung kompromittiert werden würde.
1990 wurde er Chef der Planungsabteilung der israelischen Armee. Im Jahr 1993 trat er als Generalmajor aus der Armee aus, da er keine Chance sah, zum Generalstabschef befördert zu werden.
Im November 1993 wurde Mitzna Bürgermeister von Haifa, nachdem er seinen Gegner Aryeh Gurel geschlagen hatte. Auch die Wahl zu einer zweiten Amtszeit konnte er gewinnen. In seinen beiden Amtsperioden regierte er in einer großen Koalition mit dem Likud.
Als Bürgermeister förderte Mitzna Bauprojekte von Unternehmern und Investoren, indem er den gesetzlichen Planungsprozess erleichterte. Dieses Vorgehen stieß auf starken Protest von Umweltorganisationen.
Mitzna hatte während seiner Amtszeit gute Beziehungen zu allen Bevölkerungsgruppen, auch zu Arabern, russischen Einwanderern und religiösen Juden; gleichzeitig scheute er die Konfrontation mit den ultraorthodoxen Juden nicht.
Im August 2002 kündigte Mitzna seine Kandidatur für den Vorsitz der Arbeitspartei an; er gewann die Wahl. In der Folge trat er bei den 16. Wahlen zur Knesset im Jahr 2003 für das Amt des Ministerpräsidenten gegen Ariel Scharon an, unterlag ihm aber.
Im Jahr 2005 zog sich Mitzna aus der Knesset zurück, während er sich als Bürgermeister von Jerocham, einer kleinen Stadt im Negev, anbot. Dies geschah, nachdem der Innenminister den amtierenden Bürgermeister Jerochams, Baruch Elmakayes, wegen mangelhafter finanzieller Führung suspendierte. Mitznas Rolle besteht vor allem darin, die kleine Stadt finanziell zu sanieren. Einige Kritiker schätzen diesen mutigen Schritt sehr und vergleichen Mitzna mit dem ersten Ministerpräsidenten Israels, David Ben-Gurion, der sich von der Politik zurückzog, um nach Sde Boker in der Negevwüste zu ziehen.